# Список матчів ЖФК «Легенда» у єврокубкових турнірах
Нижче наведено список усіх матчів жіночого футбольного клубу «Легенда» (Чернігів) у турнірах під егідою УЄФА.
Ліга чемпіонів, єдиний єврокубок серед жіночих команд, започаткована УЄФА 2001 року. У перших розіграшах турнір мав назву «Кубок УЄФА», з сезону 2009/10 — «Ліга чемпіонів». «Легенда» як чемпіон країни представляла Україну в дебютному сезоні еврокубка. На груповому етапі, переможці якого виходили до 1/4 фіналу, «Легенда» посіла 2-ге місце у своїй групі, а відтак увійшла до числа 16 найкращих команд Європи. Цей результат, який у підсумку став найкращим для чернігівської команди у єврокубках, вона повторила в сезоні 2003/04.
Загалом «Легенда» взяла участь у 5 розіграшах Ліги чемпіонів серед жінок. Винятком став сезон 2002/03 — незважаючи на перемогу в національному чемпіонаті 2001, «Легенду» не допустили до участі у єврокубку через відмову клубу сплатити внесок у розмірі 15 000 швейцарських франків на вимогу віце-президента ФФУ Сергія Стороженка. Інформацію про необхідність сплати клубами будь-яких внесків за участь у турнірі згодом спростувала УЄФА. Незважаючи на це, 13 футболісток чернігівської команди того сезону зіграли у єврокубках на умовах короткострокової оренди за азербайджанський «Гемрюкчу», з яким вони посіли 3-тє місце в груповому турнірі.

## Результати
| Сезон   | Турнір         | Стадія                | Дата       | Місце          | Суперник            | Р   | Голи «Легенди»                                                                             | Підсумок |
| ------- | -------------- | --------------------- | ---------- | -------------- | ------------------- | --- | ------------------------------------------------------------------------------------------ | -------- |
| 2001/02 | Кубок УЄФА     | Груповий етап         | 02.11.2001 | Ер             | «Тулуза»            | 0:1 |                                                                                            | 2 місце  |
| 2001/02 | Кубок УЄФА     | Груповий етап         | 04.11.2001 | Ер             | «Ер Юнайтед»        | 1:1 | Жданова 82'                                                                                | 2 місце  |
| 2001/02 | Кубок УЄФА     | Груповий етап         | 06.11.2001 | Ер             | «Осієк»             | 3:2 | Іванова 40', Карпенкова 84', Лемешко 85'                                                   | 2 місце  |
| 2003/04 | Кубок УЄФА     | Груповий етап         | 21.08.2003 | Чернігів       | «Маккабі» (Холон)   | 4:0 | Ходирєва 50' 70', Корнієвець 62', Жданова 77'                                              | 2 місце  |
| 2003/04 | Кубок УЄФА     | Груповий етап         | 23.08.2003 | Чернігів       | «Юнайтед»           | 2:0 | Ходирєва 26' (пен.), Апанащенко 79'                                                        | 2 місце  |
| 2003/04 | Кубок УЄФА     | Груповий етап         | 25.08.2003 | Чернігів       | «Мальме»            | 0:3 |                                                                                            | 2 місце  |
| 2006/07 | Кубок УЄФА     | Кваліфікаційний раунд | 08.08.2006 | Чернігів       | АЕК «Коккінохоріон» | 4:0 | Бондаренко 3' 32', Сєрова 66', Жданова 89'                                                 | 1 місце  |
| 2006/07 | Кубок УЄФА     | Кваліфікаційний раунд | 10.08.2006 | Чернігів       | ПАОК                | 5:0 | Лишафай 18', Корнієвець 34' 60', Бондаренко 46', Андрущак 84'                              | 1 місце  |
| 2006/07 | Кубок УЄФА     | Кваліфікаційний раунд | 13.08.2006 | Чернігів       | «Маккабі» (Холон)   | 3:0 | Сєрова 23', Крилова 36', Корнієвець 78'                                                    | 1 місце  |
| 2006/07 | Кубок УЄФА     | Груповий етап         | 12.09.2006 | Колботн        | «Умео»              | 0:2 |                                                                                            | 4 місце  |
| 2006/07 | Кубок УЄФА     | Груповий етап         | 14.09.2006 | Колботн        | «Колботн»           | 1:2 | Лишафай 89'                                                                                | 4 місце  |
| 2006/07 | Кубок УЄФА     | Груповий етап         | 17.09.2006 | Колботн        | «Еспаньйол»         | 0:5 |                                                                                            | 4 місце  |
| 2010/11 | Ліга чемпіонів | 1/16 фіналу           | 22.09.2010 | Чернігів       | «Росіянка»          | 1:3 | Мелконянц 32'                                                                              | 1:7      |
| 2010/11 | Ліга чемпіонів | 1/16 фіналу           | 14.10.2010 | Красноармійськ | «Росіянка»          | 0:4 |                                                                                            | 1:7      |
| 2011/12 | Ліга чемпіонів | Кваліфікаційний раунд | 11.08.2011 | Пафос          | «Свонсі Сіті»       | 2:0 | Корнієвець 86', Мелконянц 90'                                                              | 2 місце  |
| 2011/12 | Ліга чемпіонів | Кваліфікаційний раунд | 13.08.2011 | Пафос          | «Прогрес»           | 8:0 | Гнидюк 12', Станкевич 18', Корнієвець 20' 26' 56', Мелконянц 60', Овдійчук 68', Шрамок 80' | 2 місце  |
| 2011/12 | Ліга чемпіонів | Кваліфікаційний раунд | 16.08.2011 | Лімасол        | «Аполлон»           | 1:2 | Карпенкова 45+3'                                                                           | 2 місце  |

## Статистика

### Загальний результат
| Турнір                      | І  | В | Н | П | ЗМ | ПМ | РМ  |
| --------------------------- | -- | - | - | - | -- | -- | --- |
| Кубок УЄФА / Ліга чемпіонів | 17 | 8 | 1 | 8 | 35 | 25 | +10 |

### Результати проти клубів різних країн

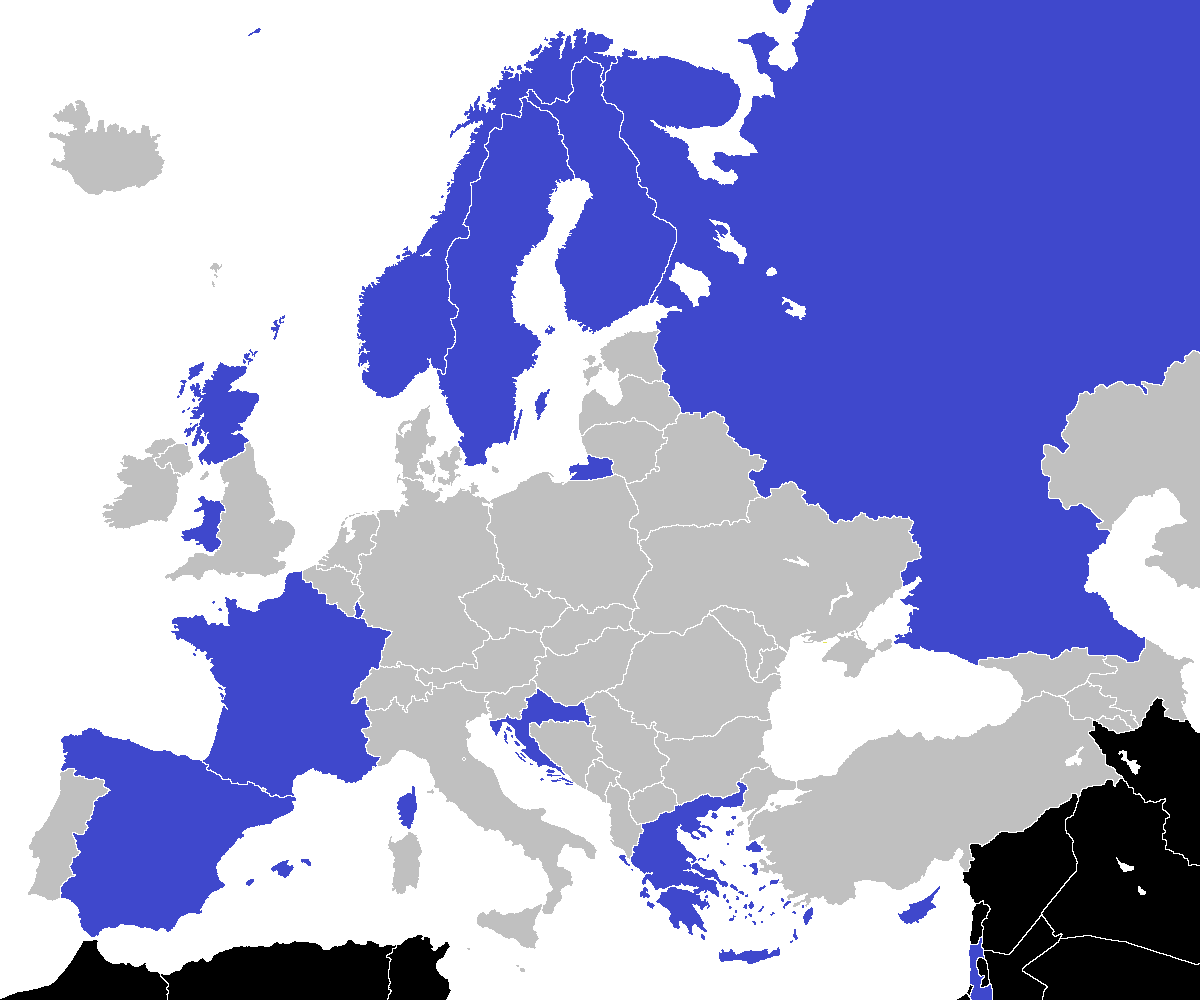
Мапа країн, з командами яких «Легенда» грала у єврокубках

| Країна     | І | В | Н | П | ЗМ | ПМ | РМ |
| ---------- | - | - | - | - | -- | -- | -- |
| Вельс      | 1 | 1 | 0 | 0 | 2  | 0  | +2 |
| Греція     | 1 | 1 | 0 | 0 | 5  | 0  | +5 |
| Ізраїль    | 2 | 2 | 0 | 0 | 7  | 0  | +7 |
| Іспанія    | 1 | 0 | 0 | 1 | 0  | 5  | −5 |
| Кіпр       | 2 | 1 | 0 | 1 | 5  | 2  | +3 |
| Люксембург | 1 | 1 | 0 | 0 | 8  | 0  | +8 |
| Норвегія   | 1 | 0 | 0 | 1 | 1  | 2  | −1 |
| Росія      | 2 | 0 | 0 | 2 | 1  | 7  | −6 |
| Фінляндія  | 1 | 1 | 0 | 0 | 2  | 0  | +2 |
| Франція    | 1 | 0 | 0 | 1 | 0  | 1  | −1 |
| Хорватія   | 1 | 1 | 0 | 0 | 3  | 2  | +1 |
| Швеція     | 2 | 0 | 0 | 2 | 0  | 5  | −5 |
| Шотландія  | 1 | 0 | 1 | 0 | 1  | 1  | 0  |

### Найкращі бомбардирки «Легенди» у єврокубках
| № | Ім'я             | Голи |
| - | ---------------- | ---- |
| 1 | Юлія Корнієвець  | 8    |
| 2 | Наталія Жданова  | 3    |
| 2 | Олена Ходирєва   | 3    |
| 2 | Ірина Бондаренко | 3    |
| 2 | Ольга Мелконянц  | 3    |